# Погожа Балка
Погожа Балка (рос. Погожья Балка) — хутір у Ольховському районі Волгоградської області Російської Федерації.
Населення становить 157 осіб. Входить до складу муніципального утворення Ніжинське сільське поселення.

## Історія
Населений пункт розташований у межах українського історичного та культурного регіону Жовтий Клин.
Згідно із законом від 24 грудня 2004 року № 978-ОД органом місцевого самоврядування є Ніжинське сільське поселення.

## Населення
| 2010 |
| ---- |
| 157  |